# Inda Ledesma
Inda Ledesma (Margarita Rodríguez) (Coronel Suárez, provincia de Buenos Aires, 29 de marzo de 1926 - 26 de enero de 2010, Buenos Aires) fue una primera actriz, formadora de actores y directora teatral argentina de destacada actuación, especialmente en teatro, considerada una de las actrices contemporáneas más importantes del teatro argentino.

## Biografía
Sus padres, perseguidos en Buenos Aires por sus ideas anarquistas, se habían radicado en Coronel Suárez, y fueron quienes la incentivaron de niña por su vocación actoral.
A los 12 años se radicó en Buenos Aires para iniciar su formación. En 1942, a los 16 años, ingresó en el Conservatorio Nacional de Arte Escénico (Escuela de Arte Escénico, o Escuela de Teatro), en el que estudió hasta 1944.
Comenzó su carrera profesional en 1945 en la Comedia Nacional Argentina en El avaro (de Molière) y al año siguiente en cine con El viaje sin regreso (de Pierre Chenal).
Tuvo como maestros a Antonio Cunill Cabanellas y luego a Augusto Fernandes.
Desde sus comienzos ha tenido una actitud militante a favor de los derechos de los actores. A lo largo de su carrera fue partícipe de 24 películas argentinas. Sus papeles más importantes fueron Esther (en Viaje sin regreso), la señora Busolli (en El hombre de las sorpresas), Amanda Merlino (en Sección Desaparecidos) y Amalia (en Los días que me diste).

«Era una artista de una gran inteligencia y de alguna manera me marcó en muchos sentidos. Tenía, por otro lado, mucha preocupación por sus alumnos. Algunos teníamos incluso un permiso de ella para ir a su casa a comer cuando estaba ausente. No utilicé demasiado ese derecho, pero debo decir que en ocasiones lo usé. Era de su parte un gesto generoso. Nos decía que nos daba ese permiso para que no cayéramos en la desesperación e hiciéramos cosas raras. En casa de mi madre hay una gran foto de ella.»
Iván Moschner

Debutó profesionalmente en un rol protagónico en la temporada 1955-56 en La gata sobre el tejado de zinc de Tennessee Williams con Duilio Marzio y Francisco Petrone en el Teatro Odeón (Buenos Aires).
En 1957 retomó la actividad en cine con dos participaciones. Fue premiada como Mejor Actriz de Reparto por su rol en Todo sea para bien, de 1957 y en 1962 fue considerada Mejor Actriz del Año por el Instituto Nacional de Cinematografía por Huis Clos (A puerta cerrada), dirigida por Pedro Escudero.
A mediados de 1964 asumió la dirección artística del Teatro Argentino, donde produjo un repertorio que incluyó El señor Puntila y su chofer (de Bertolt Brecht), Bernard Shaw, La muerte de un viajante (de Arthur Miller) y Llegan los artistas (de Jacobo Langsner), con Lautaro Murúa, Nelly Prono, Nora Cullen y la propia Ledesma.
Ledesma conformó una pareja teatral con Ernesto Bianco, con quien compartió el suceso de Querido mentiroso y en ese medio también se la vio bajo la dirección de títulos como De puerto en puerta, El último padre y Tres hermanas.
En la cinematografía, se destacan sus labores junto a Francisco Petrone en Todo sea para bien, por el que recibió el premio a la Mejor Actriz y en la coproducción franco-argentina Sección desaparecidos. En los años sesenta incursionó en films muy discutidos como El último piso y El perseguidor. Su mayor y exitoso protagonismo lo logró en Los días que me diste (de Fernando Siro).
Como directora se ha destacado en obras como Israfel (de Abelardo Castillo), con la actuación de Alfredo Alcón; interpretó a la madre filicida en su versión modernizada de Medea (de Eurípides), estelarizó Orinoco (de Osvaldo Carballido), donde fue reconocida como mejor actriz en 1991 por la Asociación de Críticos e Investigadores Teatrales de la Argentina, El zoo de cristal (de Tennessee Williams) dirigida por Hugo Urquijo, por la que ganó el premio María Guerrero en el rubro interpretación, y realizó un trabajo inolvidable como Mary Tyrone en Largo viaje hacia la noche (de Eugene O'Neill).
Entre sus interpretaciones destacan las de El pan de la locura (de Carlos Gorostiza), Vestir al desnudo (de Luigi Pirandello), Hombre y súper hombre (de Bernard Shaw), Medea y sus unipersonales Andar por los aires, por el fuego, por la tierra y por la gente.
En 1975 fue amenazada de muerte por parte de la Triple A (Alianza Anticomunista Argentina) y, entre 1976 y 1983 fue censurada al igual que a muchos otros artistas por la dictadura militar impuesta en el país también conocida como Proceso de Reorganización Nacional.
En ciclos de televisión en Alta comedia (El tobogán de Jacobo Langsner, con Narciso Ibañez Menta, China Zorrilla y Pepe Soriano en 1971), Nosotros y los miedos, Compromiso, Situación límite y Cuentos para ver. Fue lady Macbeth en Macbeth (de William Shakespeare), en el Teatro General San Martín de Buenos Aires dirigida por Roberto Durán en 1973, donde en 1987 dirigió Tres hermanas (de Antón Chejov) y en 1988 El último padre (de Rodolfo Braceli).
En 1990 formó parte del elenco de Flop, en homenaje a Florencio Parravicini con duración de 120 minutos. Se le otorgó diploma al mérito del Premio Konex en 1981 y 1991.
En el 2000 encarnó a doña Leonor Acevedo de Borges en la película Un amor de Borges. En 2008 participó de un medio-metraje dirigido por Pietro Silvestri titulado Ciudad invisible, con Marta González y María Vaner.
Falleció el 26 de enero de 2010 a los 83 años de edad de un paro cardiorrespiratorio, en un geriátrico porteño, donde residía por una enfermedad. Sus restos fueron inhumados en el Panteón de la Asociación Argentina de Actores en el Cementerio de la Chacarita.
Estuvo casada con un médico, con el que vivió durante casi 20 años, y su hija: Vanina Fabiak, incursionó como actriz, incluso junto a su madre.

## Filmografía
- 1946: Viaje sin regreso
- 1946  Los tres mosqueteros
- 1948: Hoy cumple años mamá
- 1949: El hombre de las sorpresas
- 1952: Mi hermano Esopo (Historia de un Mateo)
- 1957: Historia de una carta
- 1957: Todo sea para bien
- 1958: Sección Desaparecidos
- 1962: El perseguidor
- 1962: El último piso
- 1962: Huis Clos (A puerta cerrada)
- 1964: Voy a hablar de la esperanza
- 1975: Los días que me diste
- 1975: Los orilleros
- 1976: Allá donde muere el viento (inédita)
- 1981: Seis pasajes al infierno
- 1985: Los días de junio
- 1990: Flop
- 1995: Hasta donde llegan tus ojos
- 1996: Años rebeldes
- 1997: Quereme así (piantao)
- 2000: Un amor de Borges
- 2008: Ciudad invisible (mediometraje)

## Premios
- Premio Teatro APA 2001.
- Premio Podestá 1995 a la Trayectoria.
- Premio María Guerrero 1992 a Mejor Actriz (“El zoo de cristal”).
- Premio Konex 1991 – Diploma al Mérito a Directora de Teatro.
- Premio Asociación de Críticos e Investigadores Teatrales 1991 a Mejor Actriz (“Orinoco”).
- Premio Konex 1981 – Diploma al Mérito a Actriz Dramática de Cine y Teatro.
- Premio Molière 1979 a Mejor Actriz de Teatro.